# Psychotria umbellata
Psychotria umbellata là một loài thực vật có hoa trong họ Thiến thảo. Loài này được Thonn. miêu tả khoa học đầu tiên năm 1827.